# 近藤常尚
近藤 常尚（こんどう つねたか、1893年（明治26年）12月3日 - 1936年（昭和11年）6月29日）は、朝鮮総督府官僚。

## 経歴
茨城県水戸市出身。1916年（大正5年）に高等文官試験に合格し、翌年に東京帝国大学法科大学仏法科を卒業した。岩手県理事官、朝鮮総督府事務官、咸鏡南道警察部長、警務局図書課長、朝鮮総督秘書官・総督官房秘書課長を歴任した後、1931年（昭和6年）に欧米に出張した。帰国後、警務局保安課長を経て、全羅南道知事を務めた。

## 親族
- 国沢新兵衛 - 妻の父[3]。南満州鉄道理事長、衆議院議員、日本通運社長。